# Tamezmoute
Tamezmoute (franska: Tamezmoute (CR), Tamezmoute (Commune Rurale), arabiska: تغبالت) är en kommun i Marocko.   Den ligger i provinsen Zagora och regionen Drâa-Tafilalet, i den östra delen av landet, 400 km söder om huvudstaden Rabat. Antalet invånare är 10 462.